# Kamienica przy ulicy Wojewódzkiej 29 w Katowicach
Kamienica przy ulicy Wojewódzkiej 29 w Katowicach – zabytkowy budynek przy ulicy Wojewódzkiej 29, na rogu z ul. ks. Józefa Szafranka, w Śródmieściu Katowic, wzniesiony na początku XX wieku.
Obiekt został wzniesiony w pierwszej ćwierci XX wieku jako kamienica mieszkalna, w stylu klasycyzującym. Na fasadzie budynku umieszczono figury. W dwudziestoleciu międzywojennym pod numerem 20 funkcjonowała fabryka pił i narzędzi „Globus”.
Budynek wpisano do rejestru zabytków (nr rej.: A/1480/92 z 4 sierpnia 1992 roku). Granice ochrony obejmują cały budynek wraz z najbliższym otoczeniem w ramach działki. W latach 2016–2017 wyremontowano elewację obiektu. Pod koniec grudnia 2021 roku w systemie REGON pod tym adresem zarejestrowanych było 11 aktywnych podmiotów gospodarczych, w tym m.in. Fundacja „Credo” i Instytut Doskonalenia Zawodowego.

## Galeria

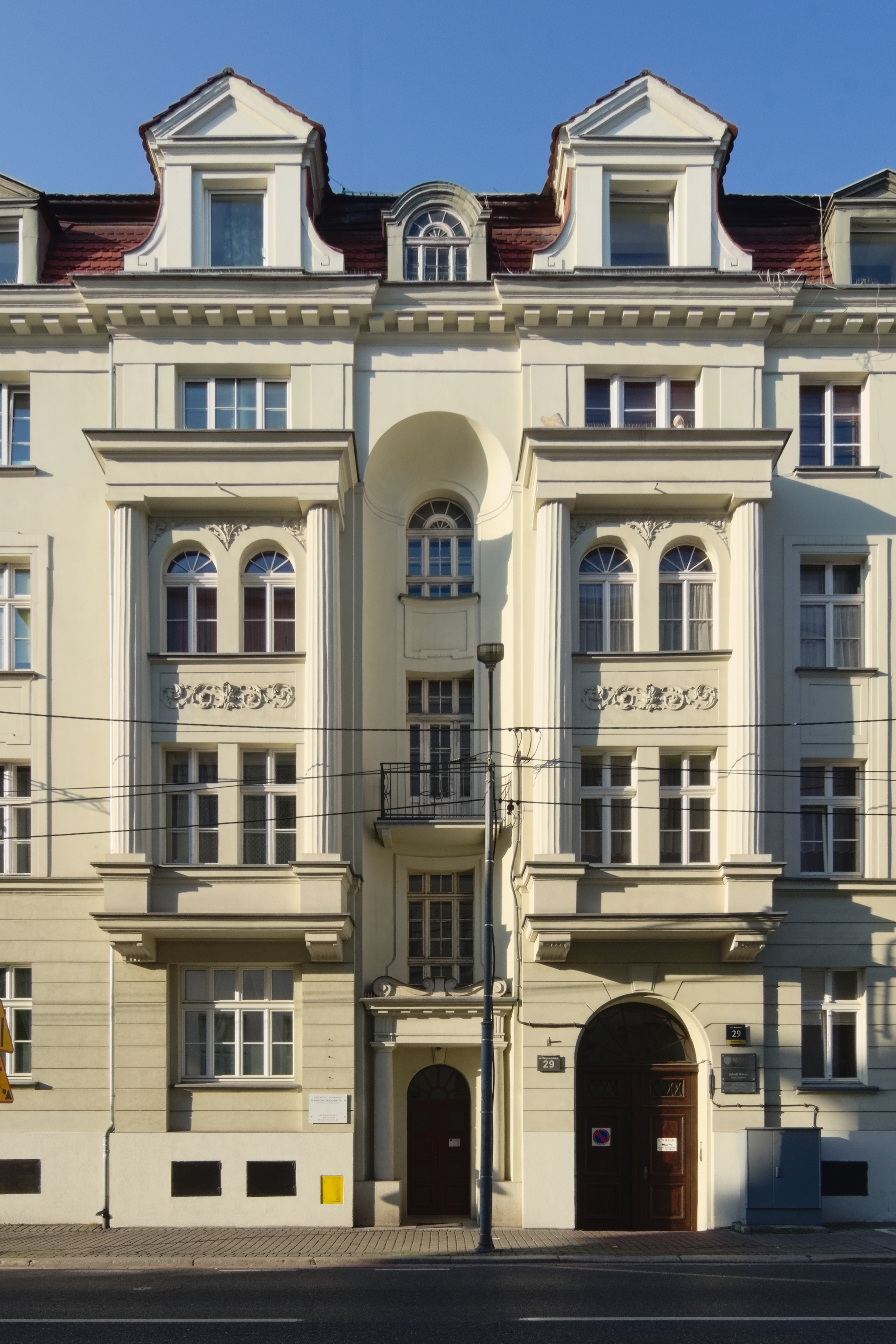
Fragment elewacji północnej (2024)
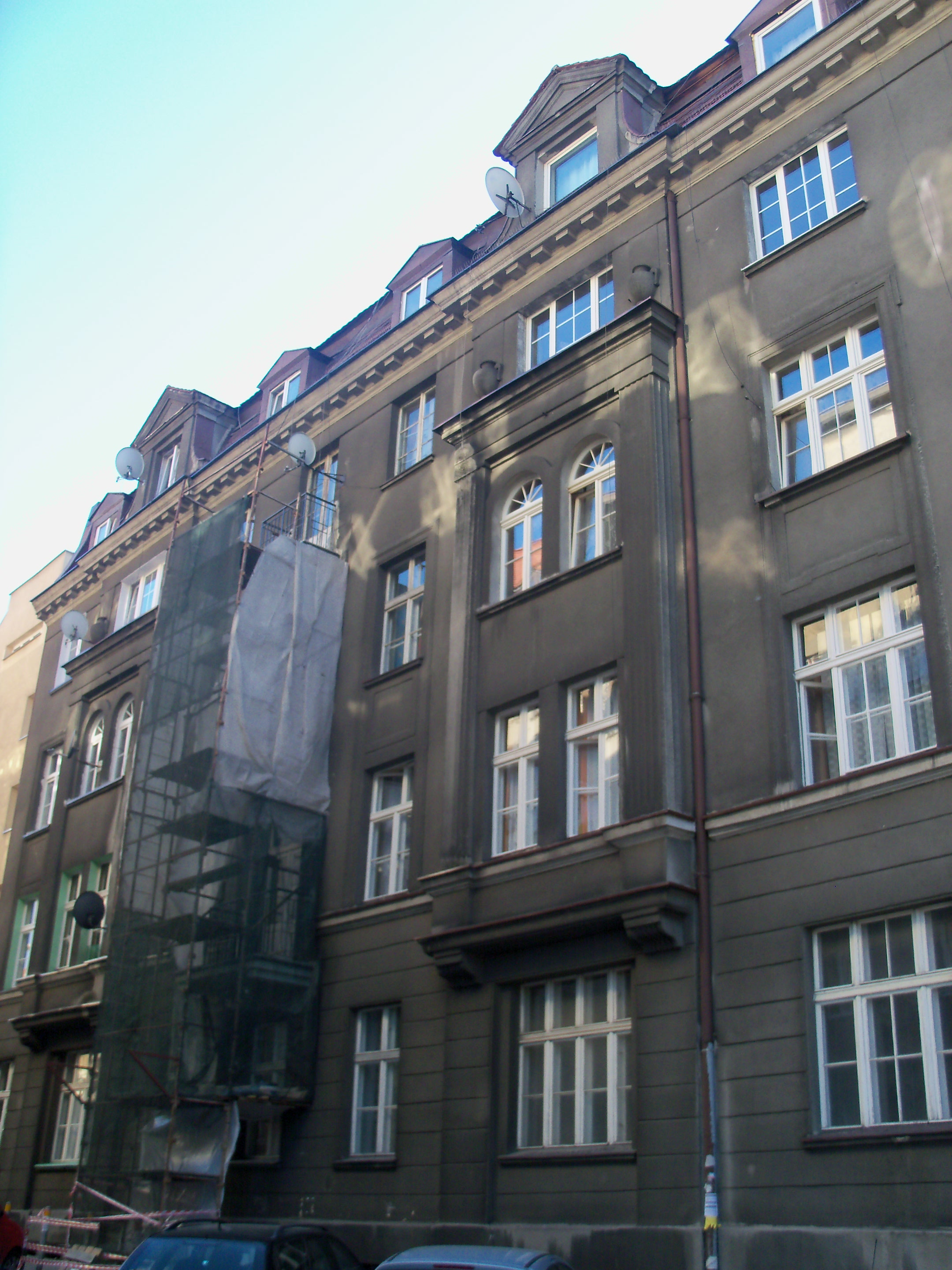
Widok od strony ul. J. Szafranka
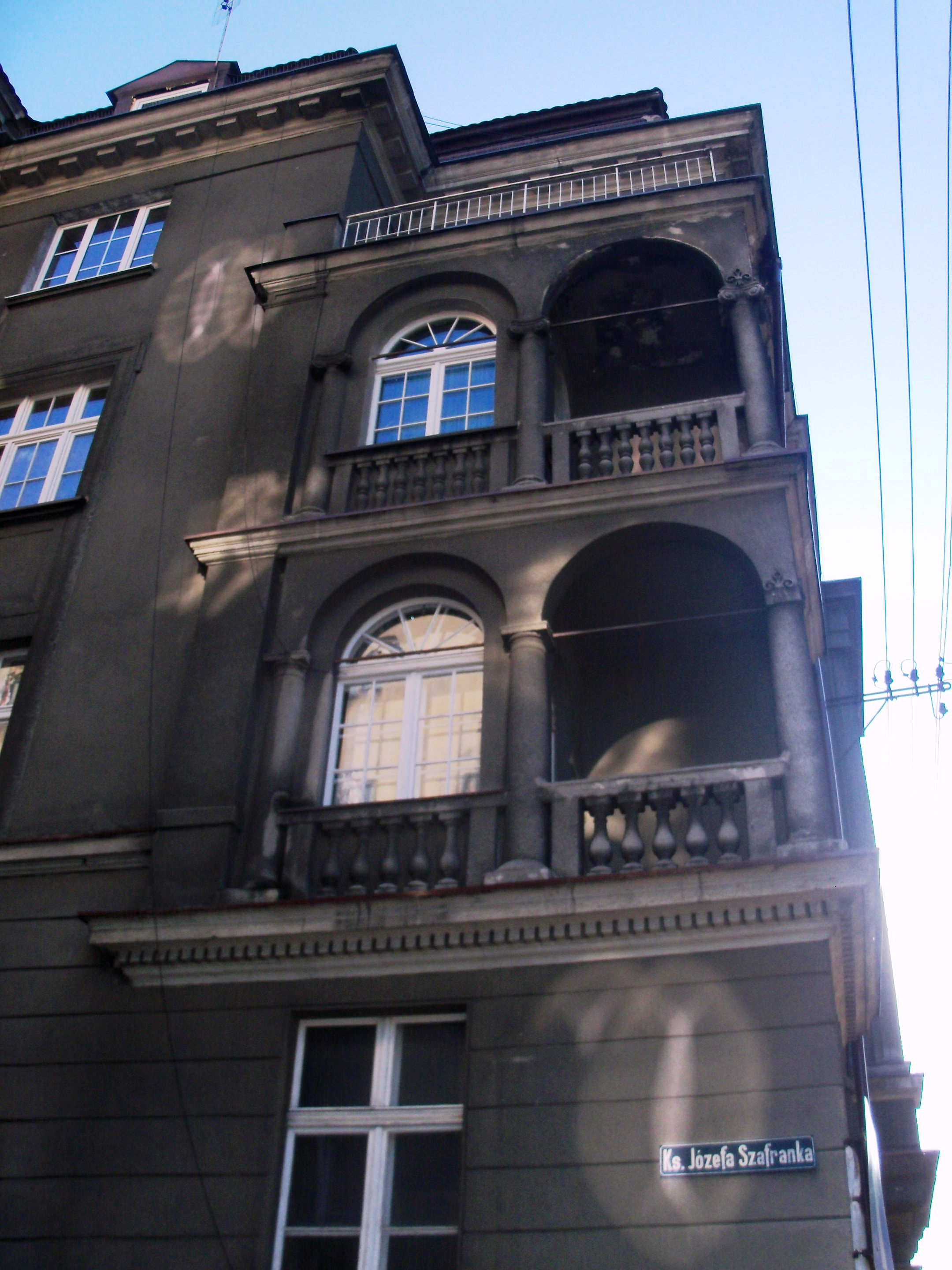
Róg kamienicy
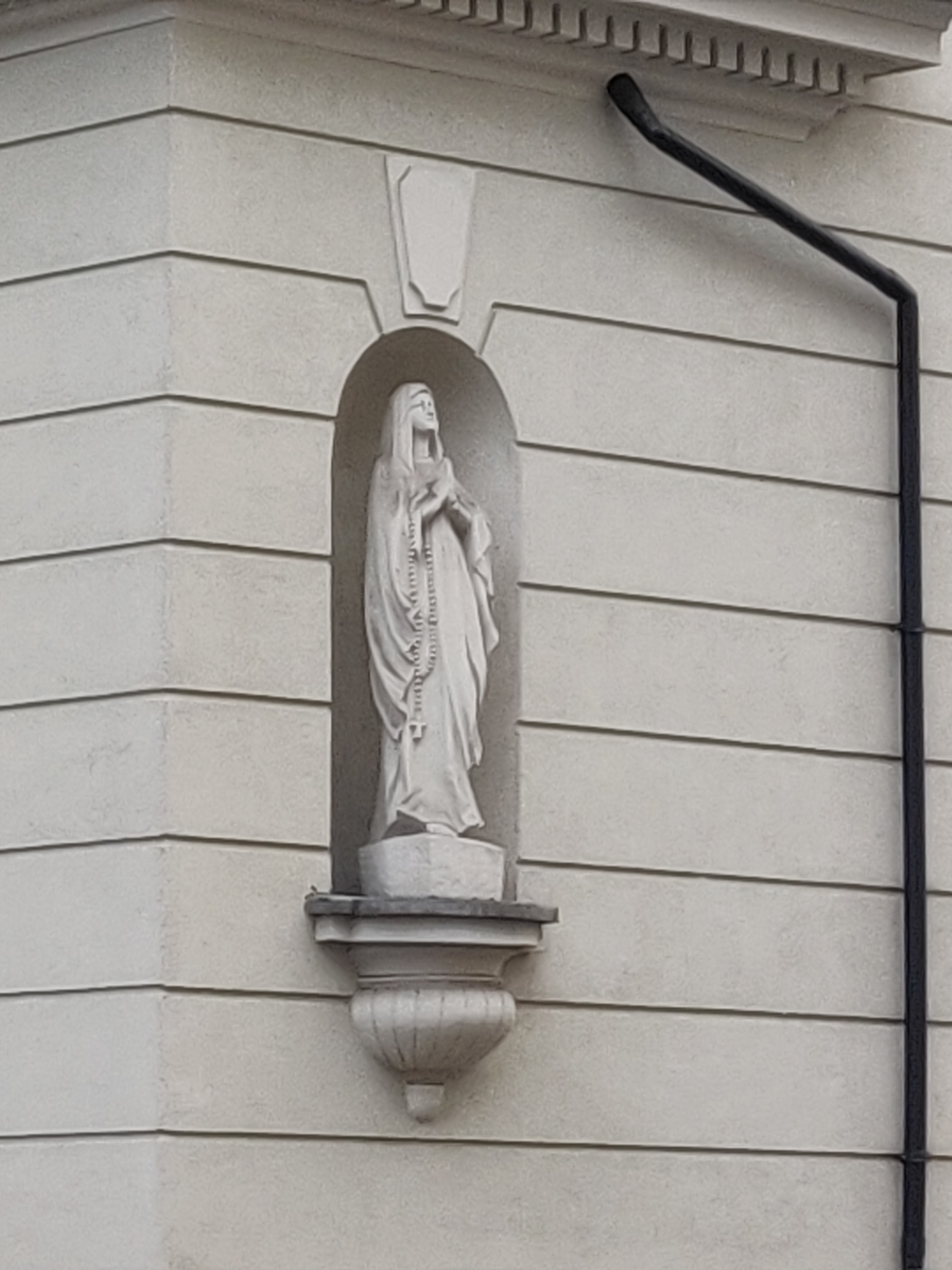
Figura na fasadzie
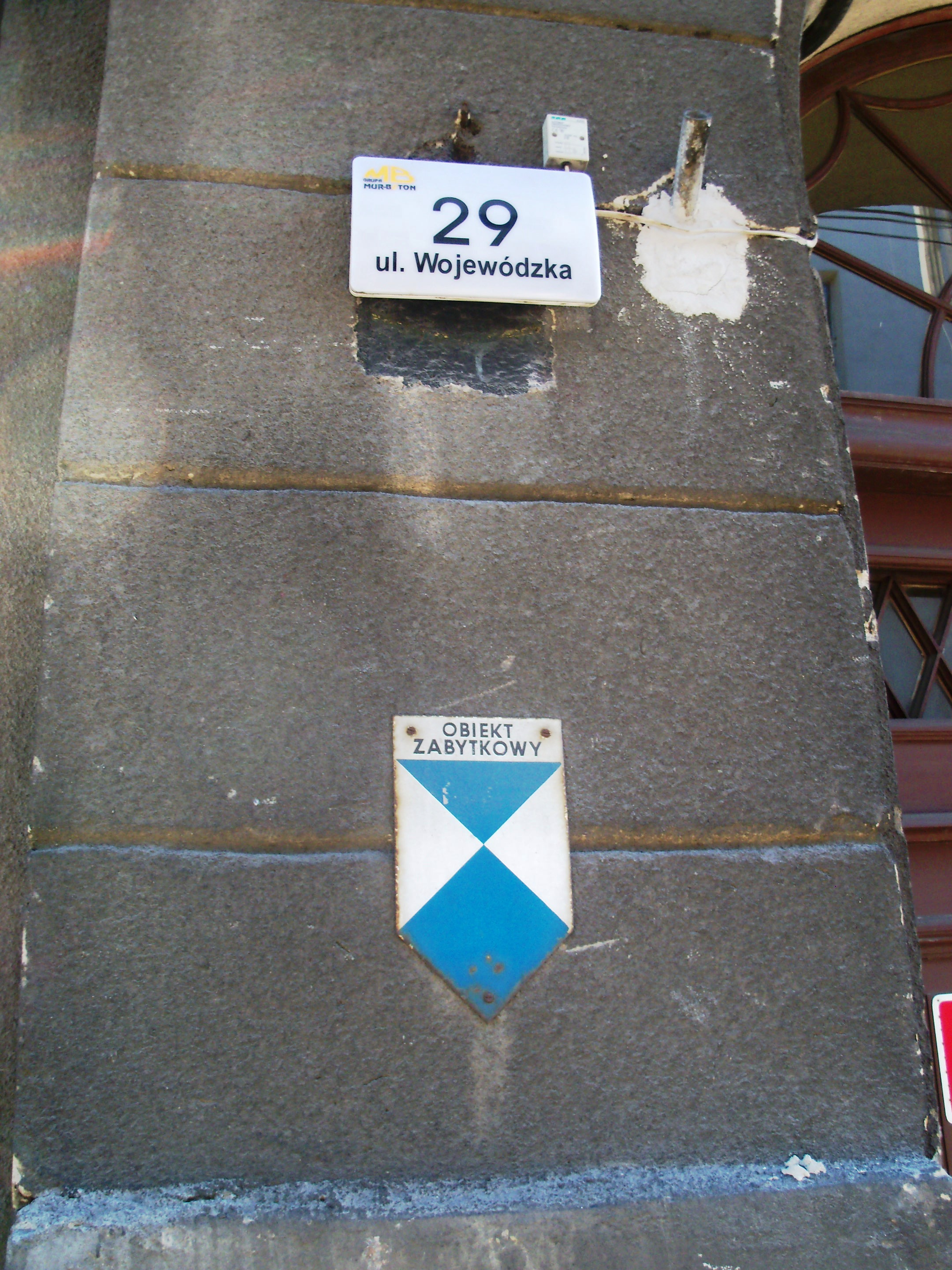
Tabliczka informacyjna